# Santa Croce del Sannio
Santa Croce del Sannio é uma comuna italiana da região da Campania, província de Benevento, com cerca de 1.067 habitantes. Estende-se por uma área de 16 km², tendo uma densidade populacional de 67 hab/km². Faz fronteira com Castelpagano, Cercemaggiore (CB), Circello, Morcone.

## Demografia
| Variação demográfica do município entre 1861 e 2011                               |
|                                                                                   |
| Fonte: Istituto Nazionale di Statistica (ISTAT) - Elaboração gráfica da Wikipedia |